# Narkompros
O Narkompros ou Comissariado do Povo para a Educação (em russo Народный комиссариат просвещения, Наркомпрос) foi o departamento soviético responsável pela administração da educação pública e pela maior parte das matérias relativas à cultura. Em 1946, foi renomado como Ministério de Educação. 

## Criação e Likbez
O Narkompros foi instituído em 27 de outubro (jul.) de 1917, numa reunião da Comissão Executiva do Comité Central em que também foi nomeado o seu primeiro Comissário do Povo: Anatoli Lunatcharski. O comissariado estava composto, ademais, por Nadejda Krupskaia, Mikhail Pokrovski, Panteleimon Lepeshinski e Evgraf Litkens. A primeira tarefa principal foi organizar e homogeneizar o sistema escolar completamente. Todas as instituições académicas passaram a depender diretamente do Narkompros, que desenhou com sucesso uma política de luta contra o analfabetismo através do Likbez (ликбе́з). 

## IZO Narkompros
Em maio de 1918, foi criada uma nova seção sob o nome de Oficina de Artes Visuais, IZO (отдел изобразительных искусств, Изо). Estava organizada em dois órgãos: um órgão deliberativo, que decidia a linha política a respeito das artes visuais e das suas potencialidades para colaborar no consolidação do poder soviético, e um órgão executivo. Os primeiros membros do órgão deliberativo faziam maioritariamente parte da vanguarda artística construtivista: estava dirigido por Vladimir Tatlin e contava com Kazimir Malevitch, Ilia Mashkov, Nadejda Ultadsova, Olga Rozanova, Aleksandr Rodtchenko e Vasili Kandinski. O próprio Lunatcharski dirigiu alguns dos grandes experimentos do IZO-Narkompros, como a criação dos Agit-comboios e dos Agit-barcos, que circulavam pela Rússia difundindo, por meio das artes visuais, a ideologia soviética. Inclusive apoiou os experimentos teatrais do construtivismo, como os cartazes desenhados para a ROSTA (Oficina de Correios) por Vladimir Maiakovski, Rodtchenko e outros. 

## TEO Narkompros
Porém, o Comissariado ocupou-se também dos temas relativos à cultura. Em agosto de 1919, foi criado um departamento interno denominado TEO Narkompros que dava cumprimento à ordem de Lenin "sobre a fusão dos negócios teatrais". O TEO apareceu como ferramenta para maximizar a liderança bolchevique sobre a atividade teatral entendendo que ela podia constituir um veículo para a transmissão de ideias. A partir daí, promoveu a criação de um novo teatro revolucionário e, à vez, a multiplicação dos espaços públicos dedicados a essa atividade. 

## Valoração
As condições de tempo e de falta de experiência levaram o Narkompros a desenvolver uma política regida pela espontaneidade e a falha de verdadeira direção política. A isso há que acrescentar a sua estrutura organizacional muito pesada (mais de 400 unidades administrativas). Contudo, o Narkompros não só efetivizou com sucesso a reforma de um sistema educativo atrasado que contava taxas de analfabetismo por volta de 90%, senão que foi fundamental na recuperação e mantimento do património cultural durante os anos da guerra civil russa. 
Em 1929, após a morte de Lenin e com Stalin já consolidado no poder, a linha do Partido a respeito do Narkompros e do conjunto das problemáticas educacionais mudou profundamente. Lunatcharski foi destituído e Andrei Bubnov ocupou a Comissariado despregando uma administração educacional e cultural mais agressiva. 

## Departamentos do Narkompros
O Narkompros organizou-se em vários departamentos conforme a diversidade das tarefas que acolhia: 
- Glavprofobr (Centro Organizacional, na realidade um tipo de Direção-Geral de Educação Social e Educação Técnica)
- Glavpolitprosved (área de gestão política)
- Centro Académico (pela sua vez subdividido em áreas de investigação científica (Glavnauka) e de criação (Glavarkhiva e Glavmuzeia)
- Conselho para a Educação das Minorias Nacionais
- Likbez (área de erradicação do analfabetismo)
- Profobr (área de formação profissional)
- Glavlit (área de literatura, publicações e censura)
- TEO (Departamento de Teatro)
- Glavrepertkom (comissão para a aprovação do repertório teatral)
- IZO (Departamento de Artes Visuais)

## Lista de Comissários do Narkompros
- Anatoli Lunatcharski (26 de outubro de 1917 - setembro de 1929)
- Andrei Bubnov (setembro de 1929 - 12 de outubro de 1937)
- Piotr Tiurkin (12 de outubro de 1937 - 1 março de 1940)
- Vladimir Potiomkin (1 de março de 1940 - 23 de fevereiro de 1946)

Após a direção de Vladimir Potiomkin, o Narkompros foi substituído pelo Ministério de Educação e Ciência da Rússia